# Lista de clássicos de voleibol do Brasil
Esse artigo relaciona os confrontos considerados clássicos do voleibol do Brasil.

## Masculino
| Voleibol masculino | Voleibol masculino | Voleibol masculino | Voleibol masculino | Voleibol masculino |
| ------------------ | ------------------ | ------------------ | ------------------ | ------------------ |
| Clube              | Cidade             | Clube              | Cidade             | Fonte              |
| AD Santo André     | Santo André        | CRET São Caetano   | São Caetano do Sul | [ 1 ]              |
| ASE Sada Cruzeiro  | Belo Horizonte     | Minas TC           | Belo Horizonte     | [ 2 ]              |
| Cimed EC           | Florianópolis      | ASE Sada Cruzeiro  | Belo Horizonte     | [ 3 ]              |
| Cimed EC           | Florianópolis      | Minas TC           | Belo Horizonte     | [ 4 ]              |
| EC Pinheiros       | São Paulo          | Sesi-SP            | São Paulo          | [ 5 ]              |

## Feminino
| Voleibol feminino | Voleibol feminino     | Voleibol feminino | Voleibol feminino  | Voleibol feminino |
| ----------------- | --------------------- | ----------------- | ------------------ | ----------------- |
| Clube             | Cidade                | Clube             | Cidade             | Fonte             |
| AAD São Bernardo  | São Bernardo do Campo | São Caetano EC    | São Caetano do Sul | [ 6 ]             |
| AD Brusque        | Brusque               | São José VC       | São José           | [ 7 ]             |
| Osasco VC         | Osasco                | EC Pinheiros      | São Paulo          | [ 8 ]             |
| Osasco VC         | Osasco                | GRER Araçatuba    | Araçatuba          | [ 9 ]             |
| Osasco VC         | Osasco                | Rio de Janeiro VC | Rio de Janeiro     | [ 10 ]            |